# حمدی النقاز
حمدی النقاز (فرانسوی: Hamdi Nagguez‎؛ زادهٔ ۲۸ اکتبر ۱۹۹۲) بازیکن فوتبال اهل تونس است.

## باشگاهی
از باشگاه‌هایی که در آن بازی کرده‌است می‌توان به باشگاه فوتبال ستاره ساحلی و باشگاه ورزشی زمالک اشاره کرد.

## تیم ملی
وی همچنین در تیم ملی فوتبال تونس بازی کرده است.